# Batrachostomus
Genre
Batrachostomus est un genre d'oiseaux de la famille des Podargidae.

## Liste d'espèces
Selon la classification de référence du Congrès ornithologique international (version 2.9, 2011) :
- Batrachostomus auritus – Podarge oreillard
- Batrachostomus harterti – Podarge de Hartert
- Batrachostomus septimus – Podarge des Philippines
- Batrachostomus stellatus – Podarge étoilé
- Batrachostomus moniliger – Podarge de Ceylan
- Batrachostomus hodgsoni – Podarge de Hodgson
- Batrachostomus poliolophus – Podarge à tête grise
- Batrachostomus mixtus – Podarge de Bornéo
- Batrachostomus javensis – Podarge de Java
- Batrachostomus affinis – Podarge de Blyth
- Batrachostomus chaseni – Podarge de Palawan
- Batrachostomus cornutus – Podarge cornu